# Яшин, Виктор Анатольевич
Виктор Анатольевич Яшин (род. 9 февраля 1965, Великие Луки, Псковская область) — российский политический деятель, депутат Государственной Думы ФС РФ второго созыва (1995—1999).

## Биография
Окончил Санкт-Петербургский электротехнический техникум. Учился в Академии народного хозяйства. Работал на Псковском заводе АДС, затем проходил срочную воинскую службу в частях ВМФ. После службы в ВМФ работал на Псковском предприятии тепловых сетей. В 1990-е участвовал в политической жизни, был активистом регионального отделения ЛДПР.

### Депутат государственной думы
В 1996-м, после избрания Евгения Михайлова губернатором Псковской области, Яшин получил ставший вакантным мандат депутата Госдумы.
В 2003 году работал заместителем руководителя представительства администрации Псковской области при Правительстве Российской Федерации. Баллотировался в Государственную думу 4 созыва от «Родины», записан седьмым номером в региональной группе партии «Старорусская». В Думу не прошёл.
Баллотировался в губернаторы Псковской области в 2004 году.
В 2013 году, будучи церковным старостой храма Веры, Надежды, Любови и материи их Софии Псковской епархии Русской православной церкви, подал документы на регистрацию кандидатом в мэры Пскова.
В 2015 году возглавил печорское местное отделение ЛДПР.